# Hyllus rosenbergi
Hyllus rosenbergi är en spindelart som beskrevs av Johan Coenraad van Hasselt 1879. Hyllus rosenbergi ingår i släktet Hyllus och familjen hoppspindlar. Inga underarter finns listade i Catalogue of Life.